# Portable

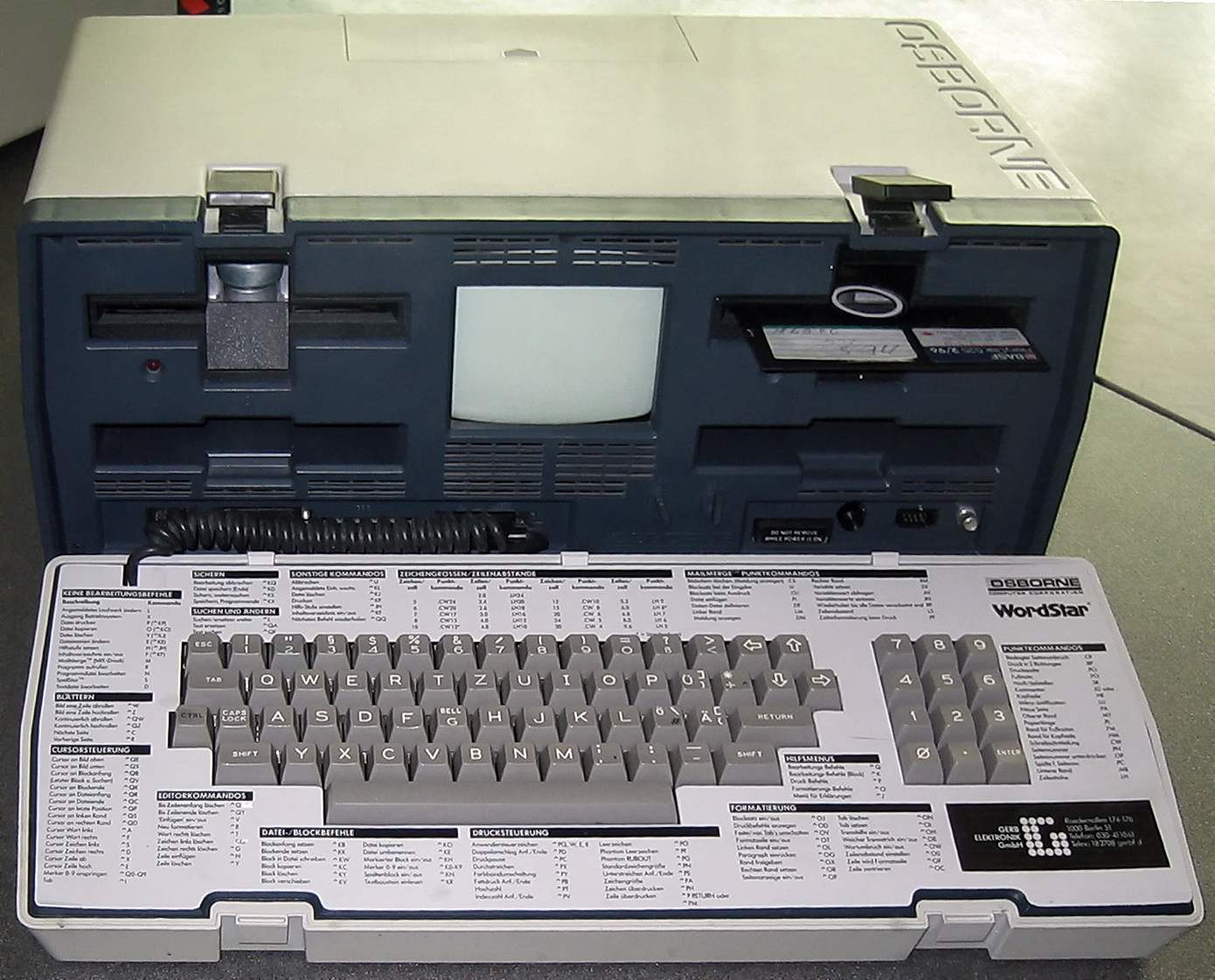
Osborne 1 Computer

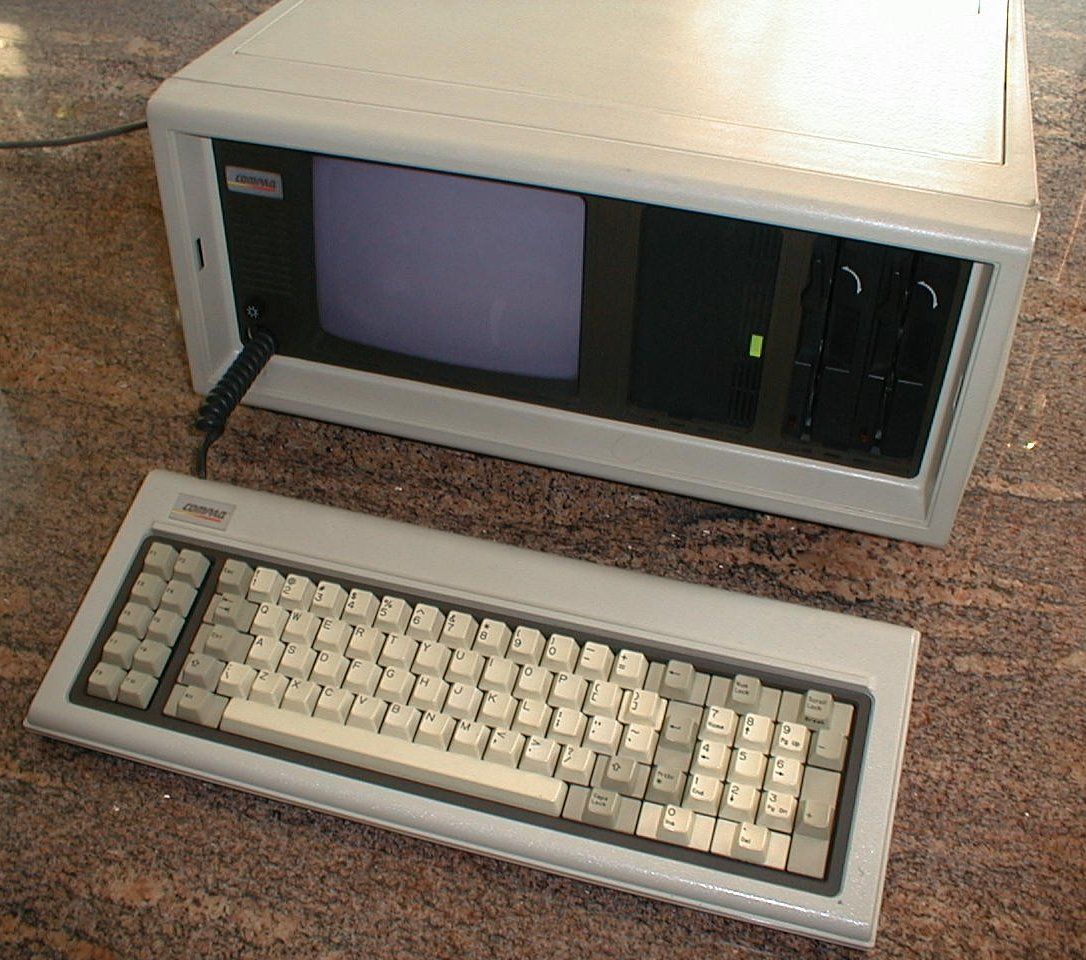
Compaq Portable 1983

Der Begriff Portable bezeichnet einen Computer für den mobilen Einsatz mit besonderer Gehäuseform, die über ein integriertes Display verfügt. Übersetzt heißt portable „tragbar“. Später wurde diese Computerform teilweise humorvoll luggable genannt, was so viel wie „schleppbar“ heißt. Gerade in der Anfangszeit ging es bei Portables z. T. mehr um die leichtere Transportierbarkeit als um Netzunabhängigkeit, sodass einige dieser Geräte nicht über Akkus oder Batterien verfügten. Solche Systeme dienten dazu an verschiedenen Einsatzorten (z. B. sowohl in der Firma als auch bei Präsentationen oder zu Hause) eingesetzt zu werden.
Der erste Portable, der Xerox NoteTaker, wurde 1976 von Xerox PARC entwickelt, kam allerdings nie über den Status eines Prototyps hinaus. IBMs Vorläufer des später erfolgreichen IBM PC, der IBM 5100 von 1975, war zwar prinzipiell tragbar, aber mit rund 23 kg (50 Pfund) zu schwer. Der erste serientaugliche Portable war der IBM-PC-kompatible Compaq Portable vom März 1983, gefolgt vom IBM Portable-PC von 1984. Auch von Apple wurde ein Modell dieser Klasse entwickelt, der Macintosh Portable, welcher aber nicht genug Vorteile gegenüber den nicht-tragbaren Macintoshs bot, um sich durchzusetzen. Toshiba veröffentlichte 1989 den T5200 als Portable Computer.
Heute sind Portables nicht nur in der Industrie und beim Militär weiterhin im Einsatz, sondern auch in der Forschung und in der forensischen Datenakquise. Ihre Stärke liegt, im Gegensatz zu Notebooks darin, dass Messkarten eingebaut werden können oder Festplatten mit mehreren Terabyte Speicherkapazität.